# Choerophryne allisoni
Choerophryne allisoni är en groddjursart som beskrevs av Richards och Burton 2003. Choerophryne allisoni ingår i släktet Choerophryne och familjen Microhylidae. IUCN kategoriserar arten globalt som otillräckligt studerad. Inga underarter finns listade i Catalogue of Life.